# Кімбалл (Міннесота)
Кімбалл (англ. Kimball) — місто (англ. city) в США, в окрузі Стернс штату Міннесота. Населення — 799 осіб (2020).

## Географія
Кімбалл розташований за координатами 45°18′52″ пн. ш. 94°18′3″ зх. д. / 45.31444° пн. ш. 94.30083° зх. д. (45.314334, -94.300789).  За даними Бюро перепису населення США в 2010 році місто мало площу 3,92 км², уся площа — суходіл.

## Демографія
Згідно з переписом 2010 року, у місті мешкали 762 особи в 310 домогосподарствах у складі 191 родини. Густота населення становила 194 особи/км².  Було 336 помешкань (86/км²).
Расовий склад населення:
| - 96,9 % — білих - 0,5 % — чорних або афроамериканців - 0,3 % — азіатів - 0,1 % — корінних американців |

До двох чи більше рас належало 2,0 %. Частка іспаномовних становила 1,0 % від усіх жителів.
За віковим діапазоном населення розподілялося таким чином: 25,9 % — особи молодші 18 років, 58,1 % — особи у віці 18—64 років, 16,0 % — особи у віці 65 років та старші. Медіана віку мешканця становила 32,2 року. На 100 осіб жіночої статі у місті припадало 93,9 чоловіків;  на 100 жінок у віці від 18 років та старших — 95,5 чоловіків також старших 18 років.
Середній дохід на одне домашнє господарство  становив 50 882 долари США (медіана — 42 443), а середній дохід на одну сім'ю — 57 515 доларів (медіана — 55 682). За межею бідності перебувало 16,5 % осіб, у тому числі 3,3 % дітей у віці до 18 років та 13,9 % осіб у віці 65 років та старших.
Цивільне працевлаштоване населення становило 449 осіб. Основні галузі зайнятості: виробництво — 22,0 %, роздрібна торгівля — 21,4 %, освіта, охорона здоров'я та соціальна допомога — 20,0 %.